# Georg Wellhausen
Georg Wellhausen (* 9. Mai 1898 in Gießen; † 23. Juli 1987 in Hamburg) war ein deutscher Architekt.

## Leben
Wellhausen begann mit 15 Jahren eine Lehre im Architekturbüro von Hans Meyer und 1916 ein Architekturstudium an der Baugewerkschule Darmstadt. Im gleichen Jahr meldet er sich als Freiwilliger in den Ersten Weltkrieg und wurde an der Westfront eingesetzt. Nach Kriegsende nahm er sein Studium wieder auf, ab 1920 als Meisterschüler von Arthur Wienkoop.

## Beruflicher Werdegang
1922 hatte Wellhausen in Düsseldorf seine erste Anstellung im Architekturbüro von Karl Wach, wo er unter anderem als Bauleiter den Bau der Kunstakademie Düsseldorf betreute. 1925 wurde Wellhausen Mitarbeiter im Bauamt der Ruhrknappschaft in Bochum, erst als Bauleiter, ist aber auch an Entwurf und Ausführung von Krankenhäusern der Ruhrknappschaft beteiligt.
1929 wechselte Wellhausen in die Bauabteilung der Rhenania-Ossag-Mineralölwerke in Düsseldorf, der heutigen Shell AG. Mit dem Umzug der Hauptverwaltung ging er 1930 nach Hamburg, wo er an dem Aufbau der Tankstellenorganisation arbeitete. Für Shell entwickelte er Bautypen von Tankstellen, die sich durch Verzicht auf übermäßige Werbebeschilderung harmonisch in das jeweilige Ortsbild einfügen sollten.
Er nahm auch an Wettbewerben teil, bei denen er mehrfach ausgezeichnet und 1939 mit dem Bau eines HJ-Heims in Hamburg-Bergedorf beauftragt wurde. Wegen des Zweiten Weltkriegs wurde der Bau nicht mehr ausgeführt. 1940 wurde Wellhausen zum Militärdienst eingezogen und als Wetterdienstassistent auf dem Fliegerhorst Ludwigslust stationiert.
Um sich an den unter Konstanty Gutschow durchgeführten Planungen für die Neugestaltung Hamburgs zu beteiligen, wurde Wellhausen 1941 vom Militärdienst freigestellt und gründete in Hamburg ein eigenes Architekturbüro. Als freier Mitarbeiter von Gutschow erstellte er Bebauungspläne, Gutachten und Wettbewerbsentwürfe und war mit Instandsetzungsmaßnahmen kriegsbeschädigter Gebäude beschäftigt, die durch das ebenfalls von Gutschow geleitete Amt für kriegswichtigen Einsatz koordiniert werden.
Nach Ende des Krieges wurde Wellhausen 1946 mit dem Wiederaufbau der Hamburger Börse beauftragt.
1952 wurde Wellhausen mit der Erstellung eines Bebauungsplanes für die Insel Helgoland beauftragt. Er nahm die dichte Bebauung historischer Strukturen auf, die der starken Windbelastung folgten. Bei den Hummerbuden orientierte er sich 1954 an skandinavischen Vorbildern. Charakteristisch sind die asymmetrischen Giebelprofile, die zur besseren Belichtung der engen Gassen verwendet wurden.
In Hamburg baute Wellhausen Bauten wie die Norddeutsche Bank oder das Victoria-Haus. Er zählte hier neben Werner Kallmorgen, Bernhard Hermkes und Ferdinand Streb zu wichtigen Architekten des Wiederaufbaus. Ab Mitte der fünfziger Jahre wird er zum favorisierten Architekten des Iduna-Versicherungskonzerns in Hamburg und entwarf zahlreiche Geschäftshäuser in und um Hamburg, deren Erscheinung durch die Verkleidung mit weißen Keramiksteinen geprägt wird.
Mit der Aufnahme seines Sohnes Michael als Partner wandelte Georg Wellhausen das Büro 1967 in eine Partnerschaft um, die zwei Jahre später um seine Tochter Gabriele erweitert wurde. Aufgrund einer weitgehenden Erblindung zog sich Georg Wellhausen 1970 von der aktiven Mitarbeit im Büro zurück.

## Wettbewerbe
- 1928 Neubau des Landesfinanzamtes und des Polizeipräsidiums in Düsseldorf: 3. Preis Georg Wellhausen, Bochum-Weitmar, und Hugo Behrendt, Bochum[2]